# Венчурний капітал
Венчурний капітал (англ. venture capital) — гроші інвестиційних фондів чи фірм, що спеціалізуються на фінансуванні росту молодих компаній, звичайно за винагороду у вигляді прибутку на акціонерний капітал. Важливе джерело фінансування починаючих компаній, або компаній, що перебувають у складних умовах, так званий «ризиковий» капітал.
Венчурний капітал може надаватися заможними інвесторами, контрольованими банками компаніями й іншими корпораціями, організованими як інвестиційні компанії малого бізнесу (ІКМБ); групами інвестиційних банків і інших фінансових джерел, що поєднують інвестиції у венчурні фонди чи товариства венчурного капіталу з обмеженою відповідальністю. Фінансування венчурних капіталовкладень включає також приватний капітал чи зовнішнє фінансування, що підприємцю вдається залучити, чи здійснюється за допомогою одержання позик в інших фондів, якими традиційні фінансові установи чи не можуть, не хочуть ризикувати. Деякі джерела інвестування венчурного капіталу залучаються на визначених етапах підприємництва, таких як фінансування початкової стадії, фази першого і другого циклу, чи стадія розвитку компанії безпосередньо попередньому публічному продажу акцій (мезонинне фінансування).
Венчурні інвестиції містять високий ступінь ризику, але одночасно обіцяють гарні перспективи доходу — вищі за середній. В обмін на прийнятий на себе ризик венчурні капіталісти можуть одержувати винагороду у вигляді прибутку, роялті, привілейованих акцій, росту вартості акціонерного капіталу та в іншому виді.